# Freycinetia kuborensis
Freycinetia kuborensis är en enhjärtbladig växtart som beskrevs av Huynh. Freycinetia kuborensis ingår i släktet Freycinetia och familjen Pandanaceae.
Artens utbredningsområde är Papua Nya Guinea. Inga underarter finns listade.